# غيلبرت ألفاريز
غيلبرت ألفاريز (بالإسبانية: Gilbert Álvarez)‏ (7 أبريل 1992 سانتا كروز دي لا سييرا بوليفيا - ) هو لاعب كرة قدم بوليفي يلعب كمهاجم يلعب حالياً في نادي خورخي ويلسترمان .
لعب سابقاً في نادي الحزم السعودي .

## روابط خارجية
- غيلبرت ألفاريز على موقع الاتحاد الدولي (مؤرشف)  (الإنجليزية)
- غيلبرت ألفاريز على موقع قاعدة بيانات كرة القدم.إي يو (الإنجليزية)
- غيلبرت ألفاريز على موقع ناشيونال فوتبول تيمز (الإنجليزية)
- غيلبرت ألفاريز على موقع Soccerway.com (الإنجليزية)
- غيلبرت ألفاريز على موقع AS.com (الإسبانية)